# Новоархангельский уланский полк
Новоархангельский уланский полк — кавалерийская воинская часть Русской императорской армии, существовавшая с 1812 по 1856 год.

## История полка
В 1812 году, на основании распоряжения от 5 июня 1812 года, под руководством полковника графа де-Витта на территории Киевской и Каменец-Подольской губерний сформирован 2-й Украинский казачий полк.
Полк принял участие в Отечественной войне 1812 года и Заграничном походе Русской армии 1813—1814 годов, за заслуги в которых полку пожалованы серебряные трубы.
26 октября 1816 года полк переименован во 2-й Украинский уланский полк, приказано привести его в состав 6 действующих и 1 запасного эскадронов; включён в Украинскую уланскую дивизию (с 18 сентября 1818 года — 3-я уланская дивизия).
31 декабря 1817 года приказано 2-му Украинскому уланскому полку выделить половину личного состава на сформирование нового 4-й Украинского уланского полка. Полк дополнен рекрутами и приведён в состав 6 действующих, 3 поселенных и 3 резервных эскадронов.
Полк назначен к поселению в Херсонской губернии, где образован округ военного поселения полка.
5 мая 1827 года велено резервные эскадроны составить из строевых нижних чинов и кантонистов, а поселенцев распределить в поселенные эскадроны, отдельно от резервных.
20 декабря 1828 года на гербы шапок и пуговицы присвоен № 10.
25 июня 1830 года 2-й Украинский уланский полк переименован в Новоархангельский уланский полк.
В 1831 году полк принял участие в усмирении польского восстания, участвовал в сражениях при Грохове и Нуре, при штурме Воли и Варшавы.
21 марта 1832 года приказано полк оставить в составе 6 действующих и 3 резервных эскадронов, а поселенные эскадроны выделить в ведение особого начальника. Поселенные эскадроны названы 6-м кавалерийским округом Новороссийского военного поселения.
21 марта 1833 года полк приказано привести в состав 8 действующих и 1 резервного эскадронов, в составе 2-й уланской дивизии. На гербы шапок и пуговицы присвоен № 20; установлена серая масть лошадей.
30 августа 1834 года повелено иметь для полка в запасных войсках запасный полуэскадрон № 42.
23 марта 1835 года 7-й эскадрон Новоархангельского уланского полка передан в Клястицкий гусарский полк, где переименован в резервный эскадрон; 8-й эскадрон Новоархангельского уланского полка передан в Харьковский уланский полк, где также переименован в резервный. Новоархангельский уланский полк приведён в состав 6 действующих и 1 резервного эскадронов.
4 апреля 1836 года запасному полуэскадрону присвоен № 38.
8 августа 1836 года приказано в 6-м кавалерийском округе Новороссийского военного поселения учредить 2 эскадрона кантонистов, для комплектования полка обученными унтер-офицерами.
23 декабря 1841 года упразднён резервный эскадрон.
25 января 1842 года приказано для Новоархангельского уланского полка иметь в составе запасных войск резервный и запасный эскадроны, комплектуемые из числа бессрочноотпускных нижних чинов.
18 декабря 1848 года повелено иметь для резервного и запасного эскадронов постоянные кадры, упразднённые 15 января 1851 года.
31 декабря 1851 года в ходе реорганизации полков кавалерии приказано к Новоархангельскому уланскому полку в качестве 4-го дивизиона присоединить, с их штандартом, 7-й и 8-й эскадроны расформированного Сибирского уланского полка (бывшие до 1833 года эскадронами Татарского уланского полка). На гербы шапок и пуговицы присвоен № 16. Вошёл в состав Резервной уланской дивизии.
В 1855 году полк принял участие в Крымской войне.
3 июля 1856 года 1-й и 2-й эскадроны Новоархангельского уланского полка со всеми знаками отличия переданы, в качестве 3-го дивизиона, в состав Уланского Его Высочества Герцога Нассауского полка. Остальные эскадроны бывшего Новоархангельского уланского полка расформированы.

## Отличия полка
30 августа 1814 года за Отечественную войну и Заграниный поход 2-му Украинскому казачьему полку пожалованы серебряные трубы с надписью «2-го Украинскаго Казачьяго полка, 30-го Августа 1814 года». 31 декабря 1817 года половина труб передана в новый 4-й Украинский уланский полк.
6 декабря 1831 года за польскую кампанию 1831 года пожалованы на шапки знаки с надписью «За отличiе».
1 января 1832 года пожалованы три штандарта (образца 1827 года; белые углы, серебряное шитьё), по одному на дивизион.
3 апреля 1834 года пожалован штандарт 4-му дивизиону (23 марта 1835 года повелено сдать на хранение). 
31 декабря 1851 года 4-му дивизиону полка передан штандарт 4-го дивизиона Сибирского уланского полка и пожалованы знаки на шапки с надписью «За отличiе» (взамен принадлежавших этому дивизиону шести труб с надписью «Татарскому Уланскому, за отличiе противъ непрiятеля въ сраженiи у Кульма 18 августа 1813 г.»).
3 июля 1856 года штандарт 1-го дивизиона, знаки на головные уборы и серебряные трубы переданы в 3-й (позднее — 2-й) дивизион Уланского Его Высочества Герцога Нассауского полка. Остальные штандарты повелено сдать на хранение.

## Шефы полка
- 24.02.1813 — 01.09.1814 — полковник (генерал-майор) князь Николай Григорьевич Щербатов
- 30.03.1855 — 03.07.1856 — генерал-адъютант генерал от кавалерии барон (граф) Дмитрий Ерофеевич Остен-Сакен

## Командиры полка
- 06.06.1812 — 24.02.1813 — полковник князь Николай Григорьевич Щербатов
- 24.02.1813 — 27.03.1814 — майор (подполковник) Павел Львович Темирев
- 27.03.1814 — 06.05.1818 — майор (подполковник, полковник) Ясон Семёнович Храповицкий
- 05.07.1818 — 14.04.1829 — подполковник (полковник) Валентин Осипович Маркле
- 06.08.1829 — 02.04.1833 — (командующий) подполковник (полковник) Клементий Игнатьевич Беренс
- 02.04.1833 — 03.04.1834 — полковник граф Владимир Егорович Орурк
- 03.04.1834 — 07.04.1835 — полковник Фёдор Николаевич Тиньков
- 07.04.1835 — 25.06.1847 — (до 13.11.1835 командующий) подполковник (полковник, генерал-майор) Игнатий Дмитриевич Маслов
- 25.06.1847 — 28.01.1852 — полковник Андрей Андреевич Керстич
- 28.01.1852 — 30.03.1854 — полковник (генерал-майор) Самуил Борисович Кричинский
- 30.03.1854 — 15.03.1855 — полковник Александр Петрович Рославлев
- 1855 — 04.07.1856 — полковник Пётр Александрович Щепотьев